# Transparency of Chopin's first ballade
Transparency of Chopin's first ballade is een compositie van Leonardo Balada.
Balada schreef een aantal "transparencies". Het zijn stukken in de geest van een klassiek werk, maar dan aangepast naar de klassieke muziek van de 20e eeuw. Balada ging in dit geval aan de slag met de Ballade nr. 1 van Frédéric Chopin. Het was het resultaat van een verzoek dat hij kreeg om stil te staan bij het overlijden van Sonia Silverman De première van het werk werd in 1981 gegeven door Anthony di Boneventura in de zaal van het Dartmouth College in Hanover (New Hampshire).